# Marea Ducesă de Gerolstein

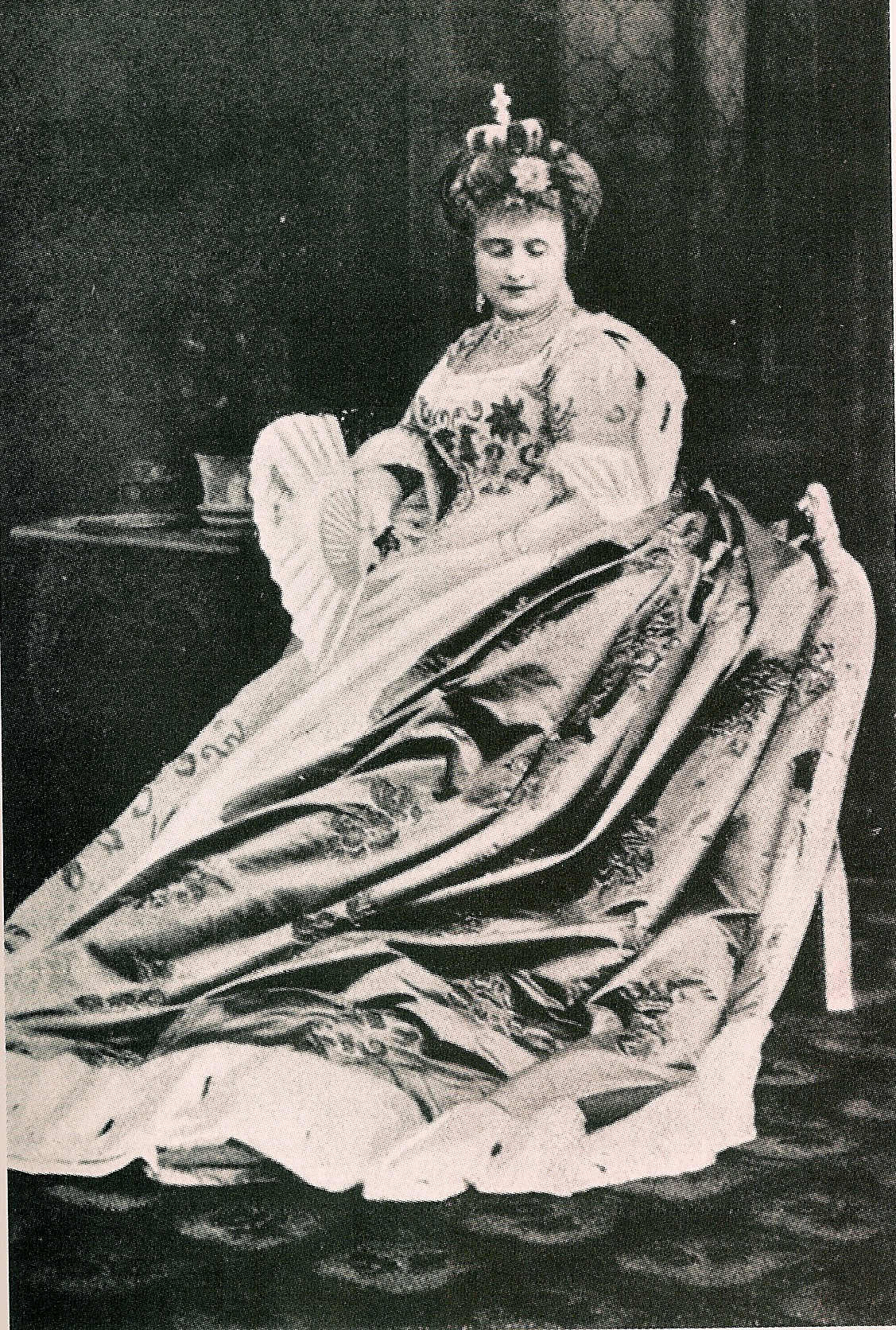
Hortense Schneider în rolul Marii Ducese de Gérolstein la pemiera absolută în 1867

Marea ducesă de Gerolstein (titlul original: în franceză La Grande-Duchesse de Gérolstein) este o operetă în două acte și șapte tablouri (inițial a avut trei acte), compusă de Jacques Offenbach, al cărei libret a fost scris de Henri Meilhac și Ludovic Halévy , premiera având loc la „Théâtre des Variétés“ în Paris la data de 12 aprilie 1867.

## Conținut

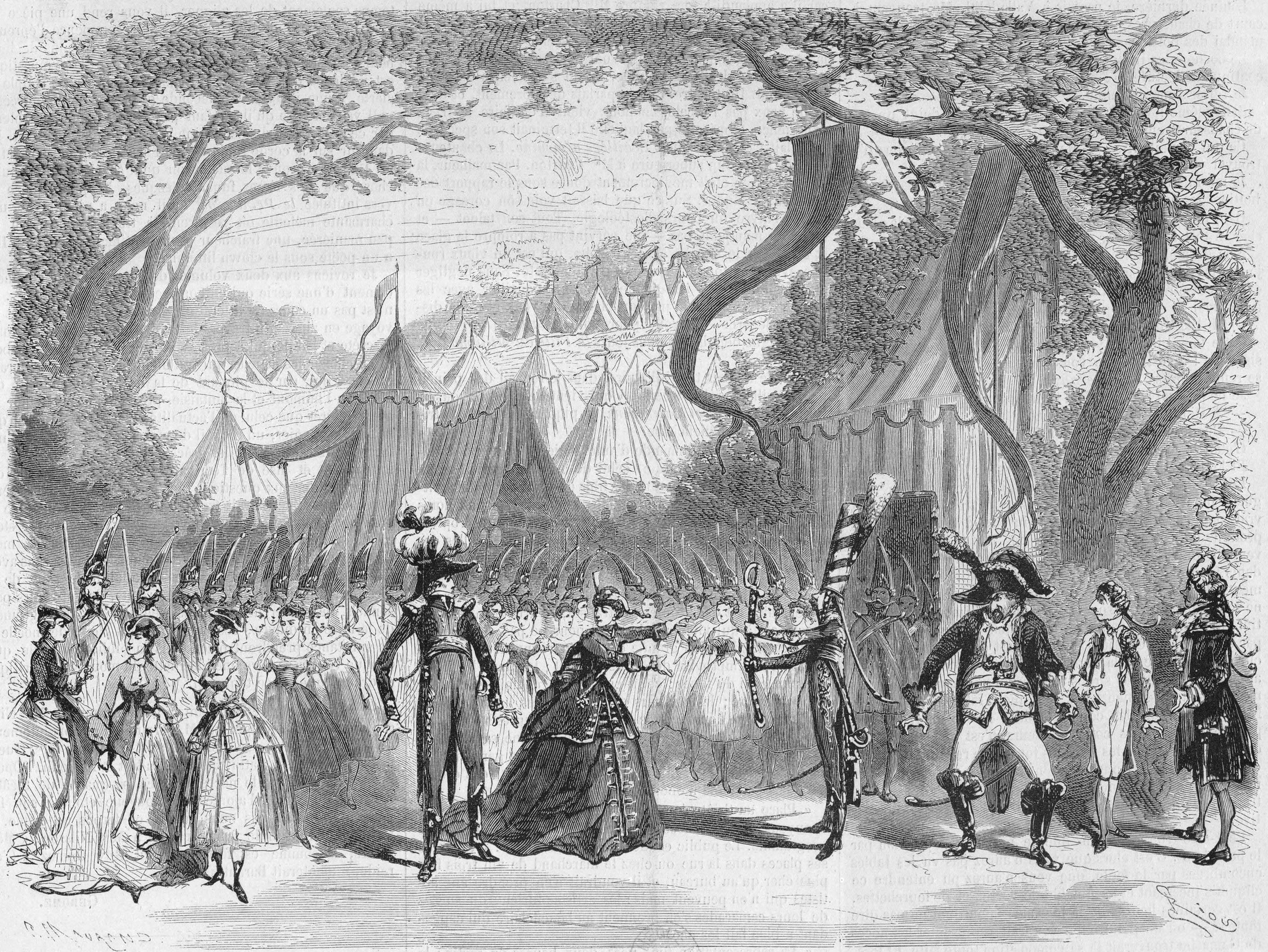
Ilustrație din actul 1 al înscenării din 1867

## Personaje
- Marea ducesă Henriette von Gerolstein (mezzosoprană)
- Fritz, simplu soldat (apoi general, baron de Vermout-wonbock-bier, conte de Avallvintt-katt-chopp-Nu-mă-uita... și din nou simplu soldat) (tenor)
- Wanda, logodnica sa (soprană)
- Generalul Bum, general și șeful armatei (bas)
- Baronul Puck, preceptorul Marei-ducese (tenor)
- Prințul Paul, logodnicul Marei-ducese ((tenor)
- Baronul Grog, preceptorul prințului (bariton)
- Napomuc, aghiotant (tenor)
- Iza, domnișoară de onoare (soprană)
- Charlotte, domnișoară de onoare (mezzosoprană)
- Olga, domnișoară de onoare (soprană)
- Amélie, domnișoară de onoare (mezzosoprană)
- fete, ofițeri, cetățene și cetățeni, lachei, soldați din garda castelului, domni și doamne de curte, (cor)

## Film
- 1957 Întâlnire la bal (Gerolsteini kaland), regia Zoltán Farkas